# Stronnictwo Chłopskie – grupa Dobrocha
Stronnictwo Chłopskie – grupa Dobrocha – polska partia polityczna wywodząca się z ruchu ludowego.
Stronnictwo Chłopskie – grupa Dobrocha została utworzona przez Władysława Dobrocha, usuniętego wcześniej z Stronnictwa Chłopskiego, w dniu 20 września 1935 r. Partia została zdelegalizowana przez władze państwowe w dniu 11 stycznia 1937 r. za uleganie wpływom komunistycznym. Organ "Chłopskie Jutro".